# Pimampiro
Pimampiro är en ort i Ecuador.   Den ligger i provinsen Imbabura, i den norra delen av landet, 90 km nordost om huvudstaden Quito. Pimampiro ligger 2 149 meter över havet och antalet invånare är 7 408.
Terrängen runt Pimampiro är bergig österut, men västerut är den kuperad. Runt Pimampiro är det glesbefolkat, med 19 invånare per kvadratkilometer. Det finns inga andra samhällen i närheten. I omgivningarna runt Pimampiro växer i huvudsak städsegrön lövskog.